# Valen, Småland
Valen är en sjö i Tranås kommun i Småland och ingår i Motala ströms huvudavrinningsområde. Sjön är 13 meter djup, har en yta på 1,08 kvadratkilometer och befinner sig 186 meter över havet.

## Delavrinningsområde
Valen ingår i det delavrinningsområde (643091-143417) som SMHI kallar för Utloppet av Valen. Medelhöjden är 207 meter över havet och ytan är 7,85 kvadratkilometer. Räknas de 3 delavrinningsområdena uppströms in blir den ackumulerade arean 41,37 kvadratkilometer. Vattendraget som avvattnar avrinningsområdet har biflödesordning 4, vilket innebär att vattnet flödar genom totalt 4 vattendrag innan det når havet efter 209 kilometer. Delavrinningsområdet består mestadels av skog (42 %) och jordbruk (34 %). Avrinningsområdet har 1,07 kvadratkilometer vattenytor vilket ger det en sjöprocent på 13,7 %.